# Tribuna de San Luis
Tribuna de San Luis es un periódico mexicano publicado en San Luis Río Colorado, Sonora, propiedad de la Organización Editorial Mexicana. Publicado desde 1974 fue el primer diario local en circular en la ciudad pues antes solamente era posible leer diarios impresos y editados en Mexicali, Baja California.

## Historia

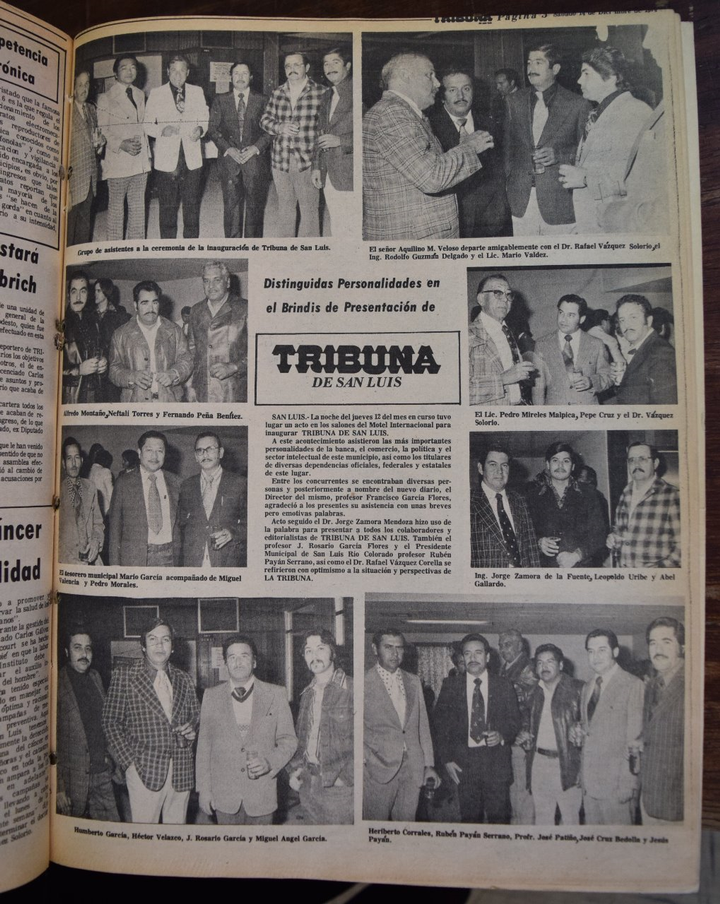
Página interior de una de las primeras ediciones de Tribuna.

Su primera edición de cuatro páginas fue publicada el 13 de diciembre de 1974 siendo fundado por iniciativa de un grupo de empresarios locales que fundaron la Editora América Latina. El primer director del diario fue Francisco García Flores.
Sus primeras instalaciones se ubicaron en las esquinas del callejón Juárez y calle Sexta de donde se mudaron al segundo piso de un edificio de la avenida Juárez esquina con calle Sexta y finalmente a su actual sede en avenida Juárez y calle 11.
En 1989 el diario fue vendido a la Organización Editorial Mexicana del empresario Mario Vázquez Raña. Actualmente el diario es editado en San Luis Río Colorado e impreso en Mexicali, Baja California.[cita requerida]